# Nam Mỹ

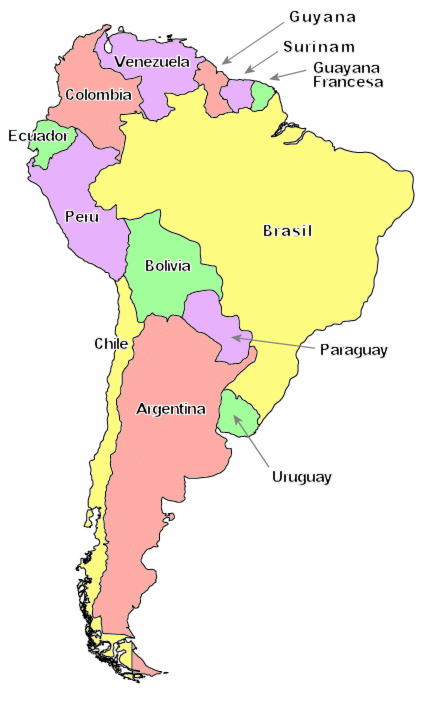
Bản đồ hành chính Nam Mỹ

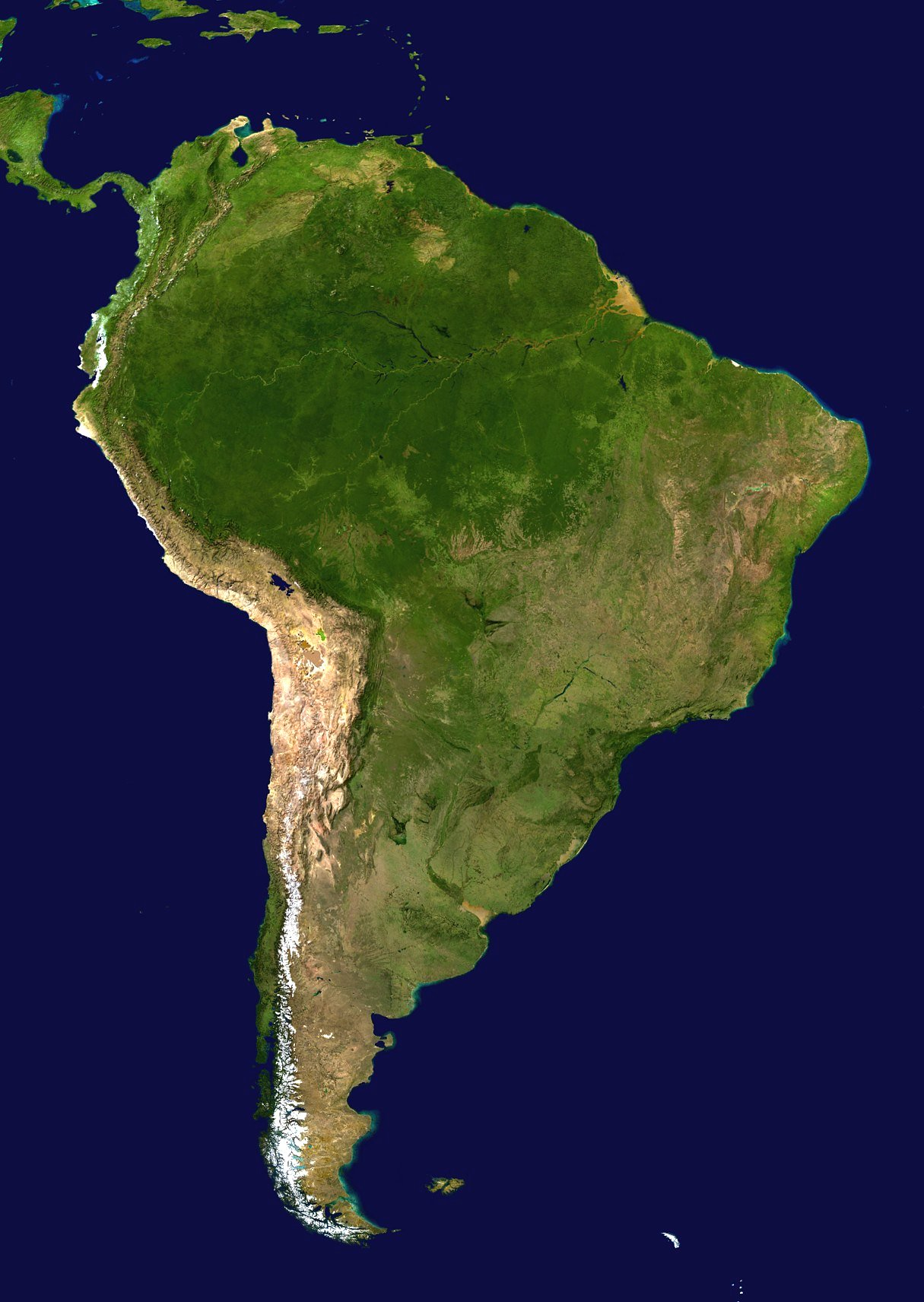
Hình ảnh chụp từ vệ tinh khu vực Nam Mỹ

Nam Mỹ (hay Nam Mĩ) là phần lục địa nằm ở phía tây của Nam Bán cầu của Trái Đất thuộc châu Mỹ, bắt đầu từ phía nam kênh đào Panama trở xuống. Vùng này cũng chiếm phần lớn khu vực Latinh do người dân ở đây chủ yếu sử dụng tiếng Tây Ban Nha và tiếng Bồ Đào Nha.

## Lịch sử

### Trước thế kỷ XVI
Vùng Nam Mỹ trước thế kỷ XVI, là khu vực sinh sống của nhiều bộ tộc. Trong đó, bộ tộc Inca là hùng mạnh nhất, họ đã thành lập cho mình một đế chế hùng mạnh với mức độ tổ chức cao. Thời kỳ huy hoàng nhất, diện tích của đế chế đã chiếm phần lớn diện tích của Nam Mỹ. Họ đã xây dựng nên một nền văn hóa nông nghiệp phát triển rực rỡ trên dãy Andes.
Nhưng đến năm 1532, khi Francisco Pizarro đổ bộ vào bờ biển Peru trong tháng 4/1532, thì nền văn hóa Inca cũng như của các dân tộc khác của Nam Mỹ bắt đầu suy tàn. Dẫn đến việc, đến cuối thế kỷ XVI, phần lớn Nam Mỹ đã trở thành thuộc địa của thực dân Tây Ban Nha và Bồ Đào Nha. Các dân tộc bị tàn sát đẫm máu vì những vũ khí hiện đại mà trước giờ họ chưa từng nhìn thấy.

### Sau thế kỷ XVI
Các thuộc địa Tây Ban Nha giành được độc lập trong khoảng những năm 1804 và 1824, Simón Bolívar và José de San Martín là những người lãnh đạo phong trào. Bolívar là tướng quân dẫn đầu cuộc Nam tiến trong khi Jose de San Martín đã đưa quân bản bộ của mình tiến dọc theo dãy Andes, và hội quân với tướng Bernardo O'Higgins tại Chile. Và từ Chile, các ông lại tiếp tục Bắc tiến sau khi đã tập trung được lực lượng. 2 cánh quân cuối cùng đã liên thủ được với nhau tại Guayaquil, Ecuador khi họ đụng đầu với cánh quân của Hoàng gia Tây Ban Nha. Cánh quân Hoàng gia này bị đánh bại và buộc phải đầu hàng.
Tại Brasil, thuộc địa cũ của Bồ Đào Nha, chính Dom Pedro I, con trai của vua Bồ Đào Nha Dom Jõao VI, là người tuyên bố "Brasil độc lập" vào năm 1822. Ông này trở thành hoàng đế đầu tiên của Brasil. Hành động của Dom Pedro I nhận được sự chấp thuận của Hoàng gia Bồ Đào Nha.
Dẫu cho Bolívar đã cố gắng kêu gọi và có những hành động nhằm nhất thể hóa về chính trị đối với những khu vực nói tiếng Tây Ban Nha mới giành được độc lập, nhưng sự kì khu của ông hầu như không có kết quả. Các khu vực này nhanh chóng tuyên bố độc lập, tham gia vào các cuộc cạnh tranh lẫn nhau và phần lớn đều giải quyết bằng bạo lực. Các cuộc chiến nổi tiếng trong quãng thời gian này là cuộc Chiến tranh Đồng minh Ba nước và Chiến tranh Thái Bình Dương (1879-1884).
Đây là 1 trong 2 lục địa trên thế giới (cùng với Nam Cực) không chịu ảnh hưởng từ chiến tranh thế giới thứ hai.
Một vài quốc gia mới giành được độc lập trong thế kỉ 20:
| Quốc gia           | Nước từng chiếm đóng | Năm độc lập |
| ------------------ | -------------------- | ----------- |
| Trinidad và Tobago | Vương quốc Anh       | 1962        |
| Guyana             | Vương quốc Anh       | 1966        |
| Suriname           | Hà Lan               | 1975        |

Riêng lãnh thổ Guyane thuộc Pháp vẫn duy trì trạng thái chính trị là một phần nằm trong nước Cộng hòa Pháp, và mới đây lãnh thổ này là nơi mà Cơ quan Vũ trụ châu Âu (European Space Agency) đặt một trong những trạm không gian chính yếu của họ - trạm Centre Spatial Guyanais.

## Cơ quan lập pháp
Cơ quan lập pháp tại các quốc gia Nam Mỹ được tổ chức theo 2 hệ thống, đơn viện và lưỡng viện. Trong đó đơn viện gồm các quốc gia: Ecuador, Peru, Venezuela, Suriname, Guyana, Guyane thuộc Pháp và Quần đảo Falkland. Lưỡng viện gồm các quốc gia: Brasil, Argentina, Uruguay, Paraguay, Chile, Bolivia và Colombia. Trong các nghị viện tại Nam Mỹ, Quốc hội Brazil có nhiều thành viên nhất, với 616 thành viên, thượng viện có 166 nghị sĩ và hạ viện có 450 nghị sĩ. Nghị viện Quần đảo Falkland có ít thành viên nhất, chỉ với 11 đại biểu, nghị viện Guyana có 65 nghị sĩ, nghị viện Guyane thuộc Pháp có 19 thành viên.
| Quốc gia          | Tổng số ghế | Thượng viện     | Hạ viện         |
| ----------------- | ----------- | --------------- | --------------- |
| Brasil            | 616 ghế     | 166 ghế         | 450 ghế         |
| Argentina         | 329 ghế     | 72 ghế          | 257 ghế         |
| Uruguay           | 129 ghế     | 30 ghế          | 99 ghế          |
| Paraguay          | 125 ghế     | 45 ghế          | 80 ghế          |
| Chile             | 158 ghế     | 38 ghế          | 120 ghế         |
| Colombia          | 268 ghế     | 102 ghế         | 166 ghế         |
| Bolivia           | 166 ghế     | 36 ghế          | 130 ghế         |
| Peru              | 130 ghế     | Không chia viện | Không chia viện |
| Ecuador           | 124 ghế     | Không chia viện | Không chia viện |
| Venezuela         | 165 ghế     | Không chia viện | Không chia viện |
| Suriname          | 51 ghế      | Không chia viện | Không chia viện |
| Guyana            | 65 ghế      | Không chia viện | Không chia viện |
| Guyane thuộc Pháp | 19 ghế      | Không chia viện | Không chia viện |
| Quần đảo Falkland | 11 ghế      | Không chia viện | Không chia viện |

## Địa lý
Địa hình Nam Mỹ phân hóa rất rõ nét từ Tây sang Đông: Dãy Andes, trung du, và các đồng bằng phía tây. Ngày nay Nam Mỹ gồm các quốc gia:
| Tên quốc gia,vùng                          | Diện tích (km²) | Dân số (ngày 1 tháng 7 năm 2002) | Mật độ dân số (trên km²) | Thủ đô, thủ phủ  |
| ------------------------------------------ | --------------- | -------------------------------- | ------------------------ | ---------------- |
| Argentina                                  | 2.766.890       | 39.921.833                       | 14.3                     | Buenos Aires     |
| Bolivia                                    | 1.098.580       | 8.989.046                        | 8.1                      | La Paz, Sucre    |
| Brasil                                     | 8.511.965       | 188.078.227                      | 21.9                     | Brasília         |
| Chile                                      | 756.950         | 16.134.219                       | 21.1                     | Santiago         |
| Colombia                                   | 1.138.910       | 43.593.035                       | 37.7                     | Bogotá           |
| Ecuador                                    | 283.560         | 13.547.510                       | 47.1                     | Quito            |
| Quần đảo Falkland (Anh Quốc)               | 12.173          | 2.967                            | 0.24                     | Stanley          |
| Guyane thuộc Pháp (Pháp)                   | 91.000          | 199.509                          | 2.1                      | Cayenne          |
| Guyana                                     | 214.970         | 767.245                          | 3.6                      | Georgetown       |
| Paraguay                                   | 406.750         | 6.506.464                        | 15.6                     | Asunción         |
| Peru                                       | 1.285.220       | 28.302.603                       | 21.7                     | Lima             |
| Quần đảo Nam Georgia và Nam Sandwich (Anh) | 3.093           | —                                | —                        | Grytviken        |
| Suriname                                   | 163.270         | 439.117                          | 2.7                      | Paramaribo       |
| Uruguay                                    | 176.220         | 3.431.932                        | 19.4                     | Montevideo       |
| Venezuela                                  | 912.050         | 25.730.435                       | 27.8                     | Caracas          |
| Caribe                                     |                 |                                  |                          |                  |
| Aruba (Hà Lan)                             | 193             | 71.891                           | 370.8                    | Oranjestad       |
| Bonaire (Hà Lan)                           | 294             | 20.915                           | 69                       | Kralendijk       |
| Curaçao (Hà Lan)                           | 444             | 160.337                          | 361                      | Willemstad       |
| Trinidad và Tobago                         | 5.128           | 1.065.842                        | 212.3                    | Port of Spain    |
| Trung Mỹ:                                  |                 |                                  |                          |                  |
| Panama                                     | 25.347          | 540.433                          | 21.3                     | Thành phố Panama |
| Tổng cộng                                  | 17.853.007      | 377.544.044 (2006)               |                          |                  |

## Kinh tế

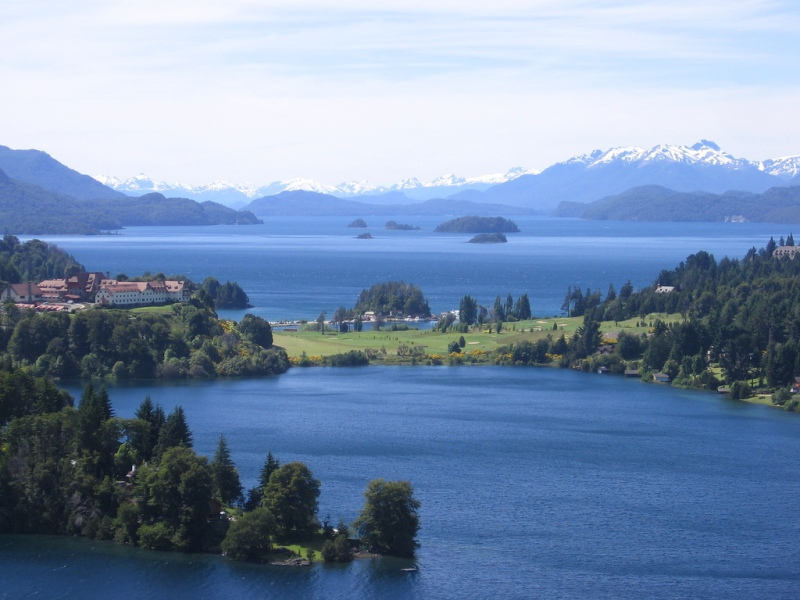
Argentina

Trong suốt 2 thế kỷ, các quốc gia Nam Mỹ đã trải qua một thời kỳ phát triển kinh tế cao, điều này có thể thấy được qua các công trình xây dựng như tòa nhà Gran Costanera ở Chile hay hệ thống tàu điện ngầm Bogota Metro. Tuy nhiên, các vấn nạn truyền thống như tỉ lệ lạm phát cao ở hầu hết tất cả các quốc gia, tỉ lệ lãi suất giữ ở mức cao, đầu tư thấp đang là những cản trở chính cho nền kinh tế các quốc gia Nam Mỹ. Tỉ lệ lãi suất thường cao gấp đôi so với Hoa Kỳ. Ví dụ, tỉ lệ lãi suất ở Venezuela là 22% và ở Suriname là 23%. Trường hợp ngoại lệ duy nhất là Chile, quốc gia đang áp dụng những chính sách kinh tế tự do từ khi thiết lập chế độ độc tài quân sự năm 1973 và gia tăng chi tiêu xã hội khi mô hình dân chủ được khôi phục đầu thập niên 1990. Điều này đã giúp Chile có được sự ổn định về kinh tế và mức lãi suất ở mức một con số.
Nền kinh tế Nam Mỹ phụ thuộc lớn vào xuất khẩu hàng hóa và tài nguyên thiên nhiên. Theo tỷ giá hối đoái cơ bản, Brazil là quốc gia dẫn đầu về xuất khẩu với 137.8 tỉ USD, tiếp đến là Chile với 58.12 tỉ và Argentina với 46.46 tỉ.
Khoảng cách kinh tế giữa người giàu và người nghèo ở các quốc gia Nam Mỹ được cho là cao nhất trong các châu lục. Ở Venezuela, Paraguay, Bolivia và nhiều quốc gia Nam Mỹ khác, 20% số người giàu nắm giữ 60% tài sản quốc gia, trong khi 20% số người nghèo chỉ chiếm chưa đến 5% tài sản quốc gia. Khoảng cách về thu nhập này có thể thấy ở rất nhiều thành phố lớn ở Nam Mỹ nơi có những lều trại và các khu nhà ổ chuột nằm xen kẽ giữa các tòa cao ốc và trung tâm mua sắm sang trọng.
GDP bình quân đầu người năm 2005 
| Thứ hạng | Quốc gia  | GDP bình quân đầu người |
| -------- | --------- | ----------------------- |
| 55       | Chile     | 7.040                   |
| 66       | Venezuela | 5.026                   |
| 67       | Argentina | 4.802                   |
| 69       | Uruguay   | 4.656                   |
| 74       | Brasil    | 4.316                   |
| 90       | Peru      | 2.812                   |
| 91       | Colombia  | 2.742                   |
| 94       | Ecuador   | 2.502                   |
| 118      | Paraguay  | 1.165                   |
| 123      | Bolivia   | 1.058                   |

### Ngôn ngữ

Ngữ hệ La Mã ở châu Mỹ Latinh:
Tiếng Tây Ban Nha
Tiếng Bồ Đào Nha
Tiếng Pháp

Tiếng Bồ Đào Nha (193.198.164 người sử dụng) và Tây Ban Nha (193.243.411 người sử dụng) là các ngôn ngữ được nói nhiều nhất ở Nam Mỹ. Tiếng Tây Ban Nha là ngôn ngữ chính thức ở hầu hết các quốc gia, cùng với các ngôn ngữ bản địa khác ở một vài quốc gia. Tiếng Bồ Đào Nha là ngôn ngữ chính thức của Brazil. Tiếng Hà Lan là ngôn ngữ chính thức của Suriname; tiếng Anh là ngôn ngữ chính thức của Guyana, mặc dù có ít nhất 12 ngôn ngữ được sử dụng ở quốc gia này như Hindi và Ả Rập. Tiếng Anh cũng được sử dụng ở quần đảo Falkland. Tiếng Pháp là ngôn ngữ chính thức của Guyane thuộc Pháp và là ngôn ngữ thứ 2 ở Amapa (Brasil).